# Hanna Solowej
Hanna Mykolajiwna Solowej (ukrainisch Ганна Миколаївна Соловей, engl. Transkription auch Anna Solovej, Ganna Solovei oder Hanna Solovey; * 31. Januar 1992 in Luhansk) ist eine ehemalige ukrainische Radrennfahrerin, die auf Straße und Bahn aktiv war.

## Sportliche Laufbahn
2009 wurde Hanna Solowej Junioren-Weltmeisterin im Zeitfahren auf der Straße, bei den Straßen-Europameisterschaften belegte sie Rang zwei. Bei den UCI-Bahn-Weltmeisterschaften der Junioren 2009 auf dem Velodrom von Krylatskoje in Moskau errang sie Bronze in der Einerverfolgung. In den folgenden Jahren war sie national und international insbesondere bei Zeitfahr-Wettbewerben erfolgreich.
2011 wurde Solowej positiv auf Steroide getestet und wegen Dopings für zwei Jahre gesperrt.
Bei den Straßenradsport-Weltmeisterschaften 2014 in Ponferrada wurde Hanna Solowej Vize-Weltmeisterin im Zeitfahren. Bei der folgenden Pressekonferenz berichtete sie, dass sie vor den kriegerischen Auseinandersetzungen während Krise in der Ukraine aus ihrem Heimatort Lugansk nach Lwiw geflohen sei. Dort gebe es eine Radrennbahn, auf der sie sich für die Weltmeisterschaften vorbereitet habe.
Im Juni 2015 gab ihr Team Astana-Acca Due O überraschend die Trennung von Solowej bekannt, nachdem sie noch zu Anfang der Saison als neue Hoffnungsträgerin des Frauenteams vorgestellt worden war. Die Teamleitung gab als Grund ihre „unprofessionelle Haltung“ an. Der ukrainische Radsport-Verband CFU hingegen sah als Grund für die Trennung, dass Solowej es abgelehnt habe, die kasachische Staatsbürgerschaft anzunehmen. Solowej wechselte zum niederländischen Team Parkhotel Valkenburg, wo sie bis 2018 blieb.
2015 wurde Hanna Solowej ukrainische Meister im Einzelzeitfahren. 2017 errang sie mit Oksana Kliachina den nationalen Titel im Zweier-Mannschaftsfahren auf der Bahn. Bei den Europaspielen 2019 gewann sie das Punktefahren, und bei den Bahneuropameisterschaften belegte sie im Punktefahren Platz drei.

## Erfolge

### Straße
2009
- Europameisterschaft – Einzelzeitfahren (Juniorinnen)
- Weltmeisterschaft – Einzelzeitfahren (Juniorinnen)

2010
- Ukrainische Meisterin – Einzelzeitfahren
- Europameisterschaft – Einzelzeitfahren (Juniorinnen)
- Weltmeisterschaft – Einzelzeitfahren (Juniorinnen)
- Chrono des Nations (Juniorinnen)

2011
- Ukrainische Meisterin – Einzelzeitfahren

2013
- Europameisterschaft – Einzelzeitfahren (Juniorinnen)
- Europameisterschaft – Straßenrennen (Juniorinnen)
- Chrono des Nations

2014
- Chrono Champenois – Trophée Européen
- Weltmeisterschaft – Einzelzeitfahren
- Chrono des Nations

2015
- Ukrainische Meisterin – Einzelzeitfahren

2017
- VR Women

### Bahn
2009
- Weltmeisterschaft – Einerverfolgung (Juniorinnen)

2013
- U23-Europameisterschaft – Mannschaftsverfolgung (mit Inna Metalnikowa, Angela Primjak und Maria Kantcyber)
- Ukrainische Meisterin – Omnium

2017
- Ukrainische Meisterin – Zweier-Mannschaftsfahren (mit Oksana Kliachina)

2019
- Europaspielesiegerin – Punktefahren
- Europameisterschaft – Punktefahren

2021
- Ukrainische Meisterin – Punktefahren, Zweier-Mannschaftsfahren (mit Anna Nahirna)